# Linus Lundqvist

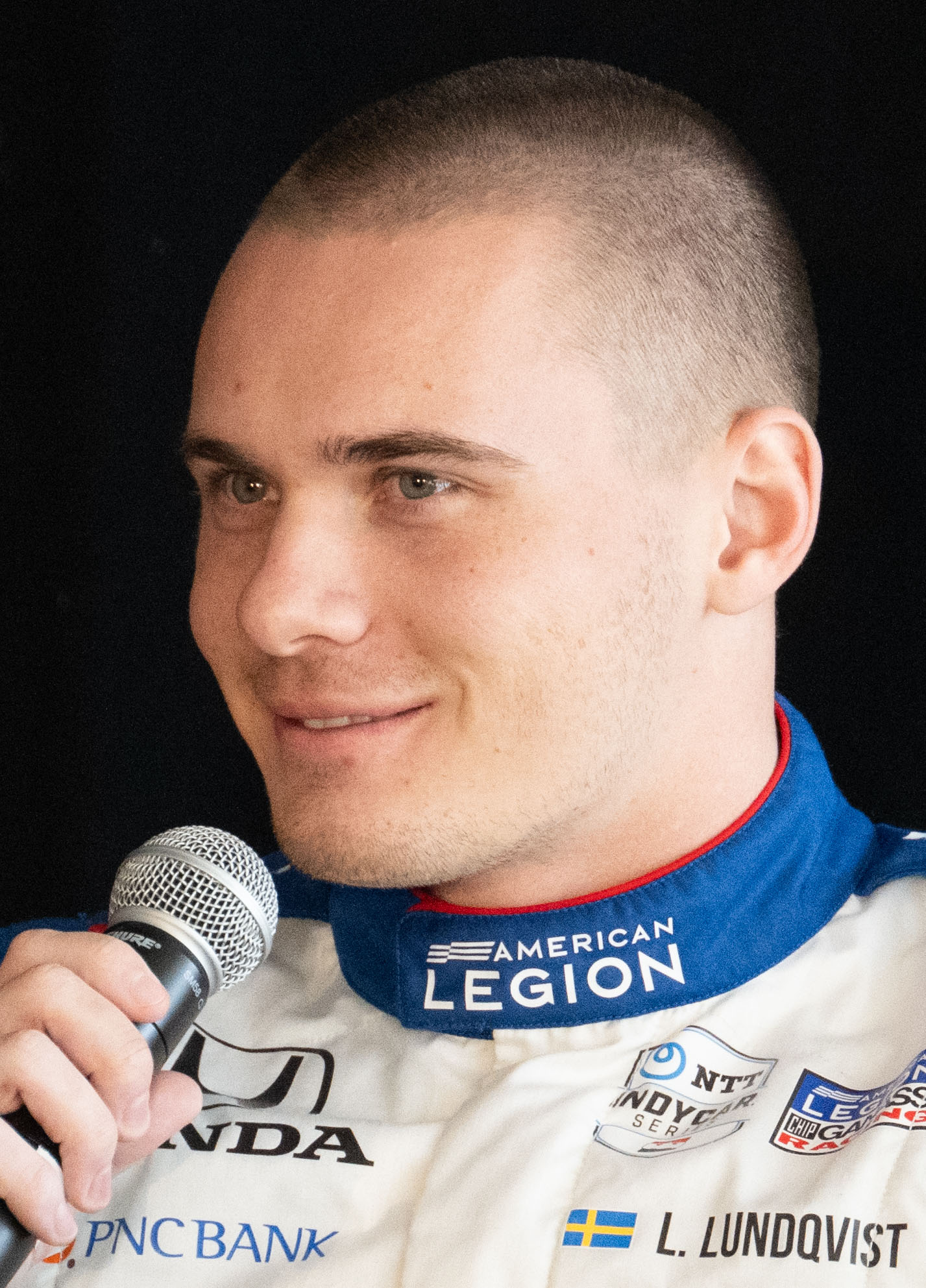
Linus Lundqvist in Indianapolis 2024

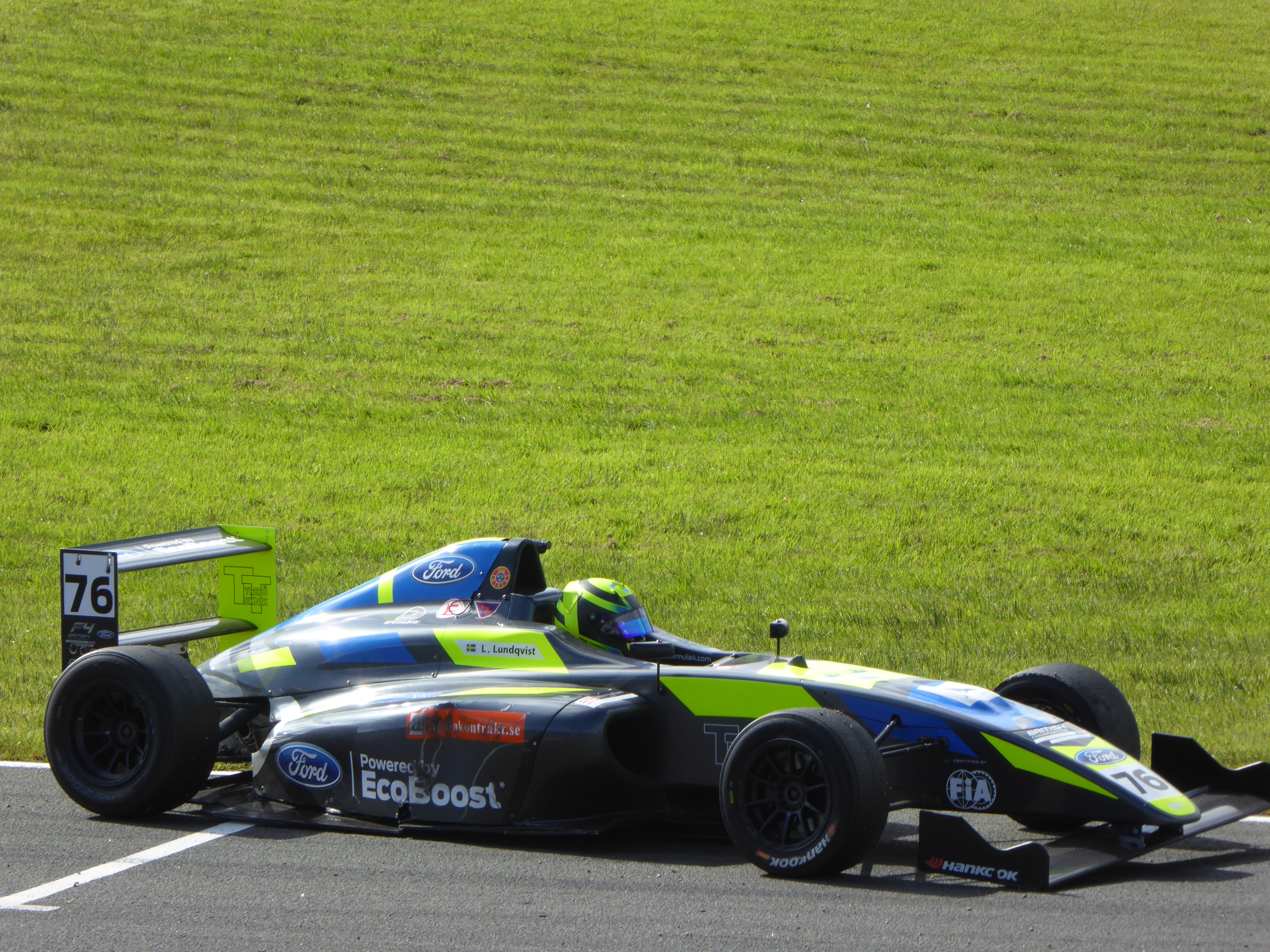
Linus Lundqvist 2017 in der britischen Formel 4

Linus Lundqvist (* 26. März 1999 in Stockholm) ist ein schwedischer Automobilrennfahrer.

## Karriere
Im Alter von sechs Jahren, während eines Urlaubs in Finnland, begann Lundqvist mit dem Kartsport und er bestritt danach die Meisterschaften in seiner Heimat Schweden. Daraufhin gewann er in ganz Europa mehrere Meisterschaften. Lundqvist absolvierte verschiedene internationale Nachwuchsserien in Großbritannien und den USA. In den Jahren 2019 und 2022 startete er beim 24-Stunden-Rennen von Daytona, die Rennen endeten mit den Plätzen 18 und 20. Zuletzt fuhr er für Dale Coyne Racing in der Indy NXT Nachwuchsserie, wo er die Meisterschaft 2022 gewonnen hatte. Am 31. Juli 2023 gab Lundqvist bekannt, dass er für Meyer Shank Racing den Music City Grand Prix in Nashville fahren wird in der IndyCar Series.

## Statistik

### Einzelergebnisse in der IndyCar Series
| Jahr | Team                | 1   | 2   | 3   | 4   | 5    | 6    | 7   | 8   | 9   | 10   | 11   | 12   | 13  | 14  | 15   | 16   | 17  | 18 | 19 | Punkte | Rang |
| ---- | ------------------- | --- | --- | --- | --- | ---- | ---- | --- | --- | --- | ---- | ---- | ---- | --- | --- | ---- | ---- | --- | -- | -- | ------ | ---- |
| 2023 | Meyer Shank Racing  | STP | TXS | LBH | ALA | IMS  | INDY | DET | ROA | MDO | TOR  | IOW1 | IOW2 | NSH | IMS | GAT  | POR  | LAG |    |    | 35     | 31.  |
| 2023 | Meyer Shank Racing  |     |     |     |     |      |      |     |     |     |      |      |      | 25  | 12  | 18   |      |     |    |    | 35     | 31.  |
| 2024 | Chip Ganassi Racing | STP | LBH | ALA | IMS | INDY | DET  | ROA | LAG | MDO | IOW1 | IOW2 | TOR  | GAT | POR | MIL1 | MIL2 | NSH |    |    | 279    | 16.  |
| 2024 | Chip Ganassi Racing | 21  | 13  | 3L  | 24  | 28   | 22   | 12  | 17  | 15  | 21   | 12L  | 13   | 3L  | 23  | 6L   | 20   | 8   |    |    | 279    | 16.  |

Legende